# H2356-309
H2356-309 هو نجم زائف متوهج عبارة عن (نوع من نواة مجرية نشطة) تقع خلف جدار النحات.

## اكتشاف
باستخدام مرصد شاندرا للأشعة السينية وXMM-نيوتن اكتشف العلماء الوسط بين المجرات في جدار النحات. لاحظ العلماء (WHIM) أن المجرات الحارة تعمل على امتصاص مصدر ضوء الخلفية في الوسط بين المجرات الحارة. مصدر H2356-309 الخلفية هذا هو السترة.

## تطبيق
في البيانات المأخوذة من الورقة، فإن تأكيد امتصاص الأشعة السينية بواسطة الوسط البيني الحار في جدار النحات، خصائص هذا الامتصاص في جدار النحات يكون بواسطة ذرات الأكسجين على وجه الخصوص، مشابهة لامتصاص ذرات الأكسجين في الوسط بين المجرات الساخنة، مما يمنح العلماء مزيدًا من الاطمئنان يمكنهم العثور على مصادر أخرى تقارن بالوسط بين المجرات ذات الحرارة الدافئة. هناك أيضًا أوجه تشابه في درجة الحرارة والكثافة المتوقعة للوسط بين المجرات الحارة مقارنة بجدار النحات.